# プラオレ!〜PRIDE OF ORANGE〜
『プラオレ！〜PRIDE OF ORANGE〜』（プラオレ プライド・オブ・オレンジ）は、サイバーエージェントとDMM GAMESによるメディアミックス作品。
本記事では、出演者により結成された声優ユニットのSMILE PRINCESS（スマイルプリンセス）についても併せて解説する。

## あらすじ

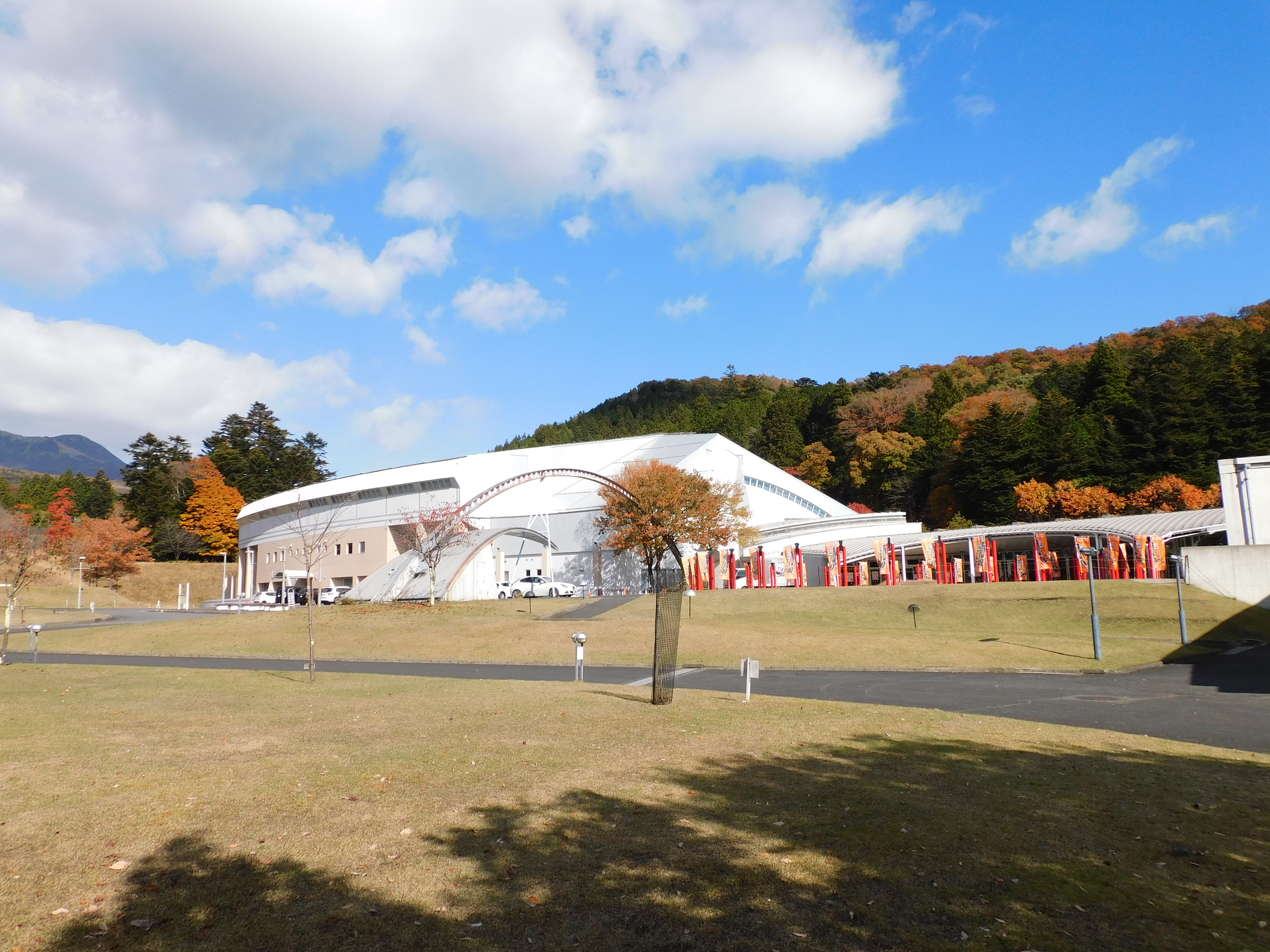
作中に登場する栃木県立日光霧降アイスアリーナ

アイスホッケーチーム「ドリームモンキーズ」。本拠地は栃木県日光市。そのチームが開催する体験教室の門を叩いた、地元の中学生である水沢愛佳とその妹である水沢彩佳、そして幼馴染である柳田薫子と小野真美。同じく参加する鷺沼梨子と高木尚実も姿を現した。練習が終わった後、全員はアイスホッケーに魅せられ、「来週にも参加しよう」と言うまでになっていた。まもなくして、監督の羊子から誘われたことを機に、愛佳や彩佳、薫子、梨子、尚実は正式にそのチームに所属することとなった。（真美は途中で転校した。）
そんな中で、「釧路スノウホワイト」という強豪チームに所属していた、有名な選手・清瀬優が、チーム並びにアイスホッケーを辞めることを決意し、祖母が住んでいる日光市にやって来た。優はもう二度リンクに立つことはないと思っていたが、羊子や愛佳たちによって再びリンクへと引き戻され、ドリームモンキーズに新人チームが誕生した。練習試合や合宿などでそれぞれ成長し、チーム全員も一丸になっていった。
合言葉は「心の絆でパックをつなげっ！」。ドリームモンキーズが大会へと臨もうとする、汗と涙の成長ストーリーが幕を開ける。

## 登場人物

### 主要人物
水沢 愛佳（みずさわ まなか）
声 - 増田里紅 → 辻森梓咲
本作の主人公。鬼怒川中学校3年生の15歳。栃木県日光市出身。誕生日は11月5日。身長157cm。刺繍部の部長。
生き生きとして明るく前向きであり、楽観的な性格。また、泣き虫であり、感動屋でもある。
しっかりと物事を考えてから行動をするより、直感や思い付きはすぐに実行するタイプ。
ポジションはFW。
鷺沼 梨子（さぎぬま りこ）
声 - 北守さいか
霧降中学校3年生の15歳。栃木県日光市出身。誕生日は8月30日。身長154cm。
チームのエースでキャプテン。姉御肌で熱く、前向きな性格。
運動神経が抜群であり、幼少期はおてんば娘だった。その性格通り、見た目はボーイッシュ。
負けず嫌いであり、努力も惜しまない。
清瀬 優（きよせ ゆう）
声 - 本郷里実
15歳。北海道釧路市出身。誕生日は7月14日。身長158cm。
生真面目かつ完璧主義であるが、実際は繊細で傷つきやすい性格。
アイスホッケー以外の事に関しては無頓着で、世話知らずでもある。
ここぞというピンチに神がかったプレイができるので、チームメイトからの信頼も厚い。
ポジションはFW。左利き。
水沢 彩佳（みずさわ  あやか）
声 - 相良茉優
鬼怒川中学2年生の14歳。誕生日は2月2日。愛佳の1歳年下の妹。身長151cm。
小柄であることから体力がなくコンプレックスで、愛佳たちに早く追いつくため必死に努力している頑張り屋。
チームのマスコット的存在だが、いざというときの行動力もある。
高木 尚実（たかぎ なおみ）
声 - 汐入あすか
霧降中学校3年生の15歳。栃木県日光市出身。誕生日は4月14日。身長161cm。
頭脳派でIQも高く、成績も優秀。
引っ込み思案かつ恥ずかしがりやであることから打ち解けるまでに時間がかかる。
無口だが、たまに鋭いツッコミを入れる。
梨子に誘われたことを機にチームに入った。
ポジションはDF。
柳田 薫子（やなぎだ かおるこ）
声 - 森山由梨佳
鬼怒川中学校3年生の15歳。栃木県日光市出身。誕生日は1月15日。身長160cm。
地元の特産物、苺農園の一人娘で、チームとしては母親的存在でもある。チームのおやつ係も務める。
優しい性格で誰よりも仲間思いだが、芯が強い一面も。
温泉が好き。
ポジションはGK。
小野 真美（おの まみ）
声 - 青山吉能
鬼怒川中学校3年生の15歳。栃木県日光市出身。誕生日は12月15日。身長156cm。
愛佳とは幼馴染であり、大親友でもある。趣味および特技は刺繡。
普段から優しく、愛佳たちを密かに支える、大人しい性格。アイスホッケーに関しては苦手意識が少々あった。
ポジションはFW。

### 日光ドリームモンキーズ
松永 羊子（まつなが ようこ）
声 - 小松未可子
監督。元・女子アイスホッケー日本代表選手。
性格は破天荒かつミーハーだが、アイスホッケーの人気を向上させそうとあらゆるものを用いる策略家の一人。
アイスホッケー界における未来を憂い、それにエンタメ要素を取り入れようとする革命を起こすことを企む。
佐藤 想（さとう そう）
声 - 長谷川芳明
スタッフ。羊子のアシスタント。
普段から羊子に無茶な命令をされており、毎日のようにこき使われるものの、彼女の一番の理解者でもある。
学生時代は演劇をしたことがあり、「霧降のジムキャリー」とも呼ばれたことがある。
米山 千奈（よねやま ちな）
声 - 東城日沙子
菊池 樹里（きくち じゅり）
声 - 青木瑠璃子
浮田 志乃（うきた しの）
声 - 鈴木愛奈
平野 るな（ひらの るな）
声 - 松井恵理子
獅子内 湊（ししうち みなと）
声 - 星ノ谷しずく
藤代 もな（ふじしろ もな）
声 - 高瀬くるみ（BEYOOOOONDS）

### 釧路スノウホワイト
山中 依里（やまなか えり）
声 - 三森すずこ
気が強く、意思をしっかりと伝える性格で、過去に優と対立して結果的に彼女を一時引退に追い込んでしまったことを悔やんでいる。優の退団後にチームはグループBに降格し、グループAへの再昇格のために招聘したマヤの活躍で順調に試合を勝ち進むが、一方でマヤに依存しきったチームになっている現状に危機感を覚える。その懸念をチームメイト達に厳しい言葉と共に投げかけるが、同時にかつて優が自分達に対して抱いていた苛立ちの意味を痛感する。
久賀 セイコ（くが セイコ）
声 - 相羽あいな
飯原 有香（いいはら ゆか）
声 - 伊藤美来
貝原 さちえ（かいばら さちえ）
声 - 後藤彩佐
ポジションはLDF。右利き。
吉池 えま（よしいけ えま）
声 - 徳井青空
照屋 理央（てるや りお）
声 - 大関英里
マヤ・ウォーカー
声 - 上坂すみれ
川上 篤美（かわかみ あつみ）
声 - 山村響
監督。元・女子アイスホッケー日本代表選手。羊子とは現役選手だった頃から親交があり、スノウホワイトを退団した優の現役復帰を彼女に頼む。

### 西東京アイスラビッツ
カレン・リー
声 - 若松来海
柳崎 澪（やなぎざき みお）
声 - 高遠あやり
神宮寺 美咲（じんぐうじ みさき）
声 - 小島菜々恵
鳳条 さや（ほうじょう さや）
声 - 望月麻衣

### その他
水沢 雪乃
声 - 金野恵子
水沢 里佳子
声 - 柚木涼香
中山 涼馬
声 - 高橋広樹
八木沼
声 - 八木沼純子
錦織 俊三
声 - オラキオ

## テレビアニメ
2021年10月から12月までTOKYO MXほかにて放送された。

### スタッフ
- 原作・製作 - プラオレ！メディアミックスパートナーズ（CyberAgent/EXNOA）[19]
- 原作キャラクターデザイン・原作衣装デザイン - Craft Egg[19]
- 製作総指揮・エグゼクティブプロデューサー - 落合雅也[19]
- エグゼクティブプロデューサー - 東條寛[19]、村中悠介
- ゼネラルプロデューサー - 田中宏幸[19]、村上浩一[19]、山田昇[20]
- 監督・絵コンテ - 安齋剛文[19]
- シリーズ構成・脚本 - 待田堂子[19]
- キャラクターデザイン - 田中紀衣[19]
- アイスホッケー作画監督 - 松尾信之
- 防具作画監修 - 横山友紀
- 衣装デザイン - 小木曽遥
- プロップデザイン - 赤石沢貴士
- 色彩設計 - 最相茂
- 美術監督 - 益田健太
- 美術設定 - 近藤由美子、枝松聖、松浦真治、中村典史
- 撮影監督 - 久保田淳
- 編集 - 山岸歩奈実
- 3Dディレクター - 向純平
- 音響監督 - 藤田亜紀子[19]
- 音楽 - MONACA[19]、木皿陽平[19]
- プロデューサー - 村上貴志[19]、瀧田弘[19]、高篠秀一[20]
- アイスホッケー設定考証・地域プロモーション - H.C.栃木日光アイスバックス[19]（土田英二、衣笠伸正）
- アニメーション制作統括 - 山田良輔[19]
- アニメーションプロデューサー - 早坂一将[19]
- アニメーション制作 - C2C[19]
- 協力 - 栃木県、栃木県日光市[19]、とちぎテレビ[19]、FM栃木[19]、栃木放送[19]、タウン情報もんみや[19]

### 主題歌
「ファイオー・ファイト!」
メインキャスト7名から成るユニット「SMILE PRINCESS」によるオープニングテーマ。作詞は只野菜摘、作曲・編曲は田中秀和。
「オレンジ」
May'nによるエンディングテーマ。作詞・作曲はMay'n、編曲とサウンドプロデュースは今井了介。
「ハレ、のちドリーミンぐっ！〇」
SMILE PRINCESSによるビクトリーダンス（劇中歌）。作詞は牡丹、作曲・編曲は高田暁。
「Victory Sunrise」
SMILE PRINCESSによるビクトリーダンス（劇中歌）。作詞は高瀬愛虹、作曲はTansa、編曲はTansaと伊藤翼。

### 各話リスト
| 話数       | サブタイトル    | 演出       | 作画監督                                                           | 総作画監督        | 初放送日       |
| ---------- | --------------- | ---------- | ------------------------------------------------------------------ | ----------------- | -------------- |
| episode 01 | face off        | 池下博紀   | 三島千枝 山末有妃 吉田巧介                                         | 田中紀衣          | 2021年 10月6日 |
| episode 02 | best friends    | 宇和野歩   | 青木真理子 河野絵美 嶋田聡史 壽恵理子                              | 大沢美奈          | 10月13日       |
| episode 03 | all for one     | 永富浩司   | 三島千枝 周昊 ブラガリ・ポッター 滝澤陸                            | 田中紀衣          | 10月20日       |
| episode 04 | grinder         | 土屋浩幸   | 島崎望 福井麻記 はっとりますみ 壽恵理子 吉田功介 三島千枝 藤川良子 | 大沢美奈          | 10月27日       |
| episode 05 | shoot out       | 宝井俊介   | 上西麻耶 藤川良子 工藤糸織                                         | 田中紀衣          | 11月3日        |
| episode 06 | debut           | 西野武志   | 河野絵美 プラガリ・ポッター 青木真理子 滝澤陸                      | 大沢美奈          | 11月10日       |
| episode 07 | cheer up!       | 宇和野歩   | 寺本将梧 三島千枝 周昊 中尾和麻                                    | 田中紀衣          | 11月17日       |
| episode 08 | accident        | 小野田雄亮 | 高橋恒星 徳倉栄一 中谷藍                                           | 大沢美奈          | 11月24日       |
| episode 09 | awakening       | 永富浩司   | 山田真也 河井淳                                                    | 田中紀衣          | 12月1日        |
| episode 10 | reunion         | 土屋浩幸   | 西道拓哉 島崎望 福井麻記 プラガリ・ポッター                        | 田中紀衣 大沢美奈 | 12月8日        |
| episode 11 | barn burner     | 長井惟杜子 | 亀山進矢 重松しんいち 舘崎大 赤尾良太郎 プラガリ・ポッター         | 田中紀衣 大沢美奈 | 12月15日       |
| episode 12 | PRIDE OF ORANGE | 西野武志   | 周昊 藤川良子 河野絵美 三島千枝 本田翼 青木真理子                  | 田中紀衣 大沢美奈 | 12月22日       |

### 放送局
| 放送期間                 | 放送時間                     | 放送局         | 対象地域       | 備考                            |
| ------------------------ | ---------------------------- | -------------- | -------------- | ------------------------------- |
| 2021年10月6日 - 12月22日 | 水曜 23:00 - 23:30           | TOKYO MX       | 東京都         |                                 |
| 2021年10月7日 - 12月23日 | 木曜 0:00 - 0:30（水曜深夜） | サンテレビ     | 兵庫県         |                                 |
|                          |                              | BS日テレ       | 日本全域       | BS放送 / 『アニメにむちゅ〜』枠 |
|                          | 木曜 1:00 - 1:30（水曜深夜） | とちぎテレビ   | 栃木県         | 協力 / 作品の舞台地             |
|                          |                              | 群馬テレビ     | 群馬県         |                                 |
|                          | 木曜 1:15 - 1:45（水曜深夜） | 岡山放送       | 岡山県・香川県 |                                 |
|                          | 木曜 1:30 - 2:00（水曜深夜） | テレビ愛知     | 愛知県         |                                 |
|                          | 木曜 1:40 - 2:10（水曜深夜） | 北海道文化放送 | 北海道         |                                 |
| 2021年10月9日 - 12月25日 | 土曜 1:56 - 2:26（金曜深夜） | 青森放送       | 青森県         |                                 |
|                          | 土曜 2:55 - 3:25（金曜深夜） | 信越放送       | 長野県         |                                 |
|                          | 土曜 20:00 - 20:30           | アニマックス   | 日本全域       | BS/CS放送                       |

| 配信開始日    | 配信時間           | 配信サイト |
| ------------- | ------------------ | --- |
| 2021年10月6日 | 水曜 22:30 - 23:00 | ABEMA |
|               | 水曜 23:00 - 23:30 | ニコニコ生放送 |
|               | 水曜 23:00 更新    | Amazon Prime Video dアニメストア （本店・for Prime Video・ニコニコ支店） Hulu ニコニコチャンネル U-NEXT FOD アニメ放題 バンダイチャンネル ひかりTV J:COMオンデマンド TELASA auスマートパスプレミアム みるプラス AnimeFesta GYAO!ストア ビデオマーケット music.jp DMM.com |

日本国外では、Crunchyroll・Mediatoon・Funimation・Aniplus Korea・Bahamut・KKTV・Line TV・myVideo・FriDay・Chunghwa Telecom・Catchplay・meWatch・Sushiroll・Bilibili・Ani-One YouTubeにてそれぞれ配信。

### BD
| 巻 | 発売日         | 収録話         | 規格品番  |
| -- | -------------- | -------------- | --------- |
| 1  | 2021年12月22日 | 第1話 - 第4話  | DMPXA-237 |
| 2  | 2022年1月26日  | 第5話 - 第8話  | DMPXA-238 |
| 3  | 2022年2月23日  | 第9話 - 第12話 | DMPXA-239 |

## ゲーム
『プラオレ！〜SMILE PRINCESS〜』（プラオレ スマイルプリンセス）のタイトルで、スマートフォン用ゲームアプリおよびブラウザゲームがEXNOAより2022年3月15日にサービス開始。当初のリリース時期は2021年を予定していた。
ジャンルは育成シミュレーションゲーム。テレビアニメ版の最終回後のストーリーが描かれる。
主題歌「Glorious Day」は鈴木このみによる楽曲で、作詞を鈴木このみ、作曲を鈴木このみと今井了介、編曲を今井了介と前田佑、サウンドプロデュースを今井了介が手掛ける。
2022年4月27日から、『バンドリ! ガールズバンドパーティ!』とのコラボが行われ、ゲーム内にPoppin'Partyのメンバーが登場した。
2022年11月30日をもってサービス終了。サービス終了後はメインストーリーの閲覧等が可能なオフライン版の配信を行うとしている。

## 漫画
テレビアニメの前日譚を描いた漫画『プラオレ！PRIDE OF ORANGE プレシーズン〜幣舞橋〜』が、2021年10月6日よりめちゃコミックにて独占配信。脚本はシナリオテクノロジーミカガミ、作画はミルパンセ。

## SMILE PRINCESS
SMILE PRINCESS（スマイルプリンセス）は『プラオレ！』出演者7名により2021年9月18日に結成され、2024年8月まで活動した声優ユニット。略称はスマプリ。

### 沿革
2020年にDigital Doubleとジャストプロが共同開催した新人声優発掘オーディションの「スマイルオーディション」では、翌年に『プラオレ！』として発表された「新作オリジナルアニメ&ゲーム企画」への出演が確約されており、増田里紅が合格者となった。
2021年9月18日に『プラオレ！』のキャストが公表された際に、本作がデビューとなる増田の主演とメインキャスト7名による「SMILE PRINCESS」結成および、翌2022年3月21日に江戸川区総合文化センターでファーストライブを開催することが発表された。
2023年3月31日、増田が声優活動休止を発表。これに伴いSMILE PRINCESSからも脱退することになり「当面は6人体制で活動を継続する」としていたが、7月30日に幕張メッセで行われたワンダーフェスティバル2023［夏］のステージ上で辻森梓咲の新規加入が発表された。2ndシングルの『fakey merry game』はDigital Doubleが主題歌制作を行っているテレビアニメ『ライアー・ライアー』のエンディングテーマに起用されており、声優ユニットとしては結成動機となった『プラオレ！』と紐付かない範囲へも活動を拡大していた。
2024年8月18日の配信限定シングル「MOVE ON BABY」リリースを以て3年間にわたる活動を終了し、解散した。

### メンバー
| 声優       | 『プラオレ！』での配役 | 内部ユニット   | メンバーカラー | 備考              |
| ---------- | ---------------------- | -------------- | -------------- | ----------------- |
| 本郷里実   | 清瀬 優                | Eyeslink       | あお           |                   |
| 相良茉優   | 水沢 彩佳              | あるねしうむ   | むらさき       |                   |
| 北守さいか | 鷺沼 梨子              | Lantana        | きいろ         |                   |
| 汐入あすか | 高木 尚実              | Lantana        | うすいピンク   |                   |
| 森山由梨佳 | 柳田 薫子              | Eyeslink       | こいピンク     |                   |
| 青山吉能   | 小野 真美              | Eyeslink       | みどり         |                   |
| 辻森梓咲   | 水沢 愛佳〈2代目〉     | あるねしうむ   | オレンジ       | 2023年7月30日加入 |
| 旧メンバー |                        |                |                |                   |
| 増田里紅   | 水沢 愛佳〈初代〉      | (あるねしうむ) | オレンジ       | 2023年3月31日脱退 |

### ディスコグラフィ
シングル
| 枚   | 発売日         | タイトル              | c/w             | 規格品番                            | 備考     |
| ---- | -------------- | --------------------- | --------------- | ----------------------------------- | -------- |
| 1    | 2021年11月24日 | ファイオー・ファイト! | be Cute         | XNDD-00004B(+BD) XNDD-00005(通常盤) |          |
| 2    | 2023年8月23日  | fakey merry game      | Revolution No.1 | XNDD-00012B(+BD) XNDD-00013(通常盤) |          |
| (DL) | 2024年8月18日  | MOVE ON BABY          | PRINCESS PRIDE  | －                                  | 配信限定 |

アルバム
| 枚 | 発売日        | タイトル                     | トラック | 規格品番   | 備考 |
| -- | ------------- | ---------------------------- | --- | ---------- | ---- |
| 1  | 2022年8月24日 | SMILE PRINCESS BEST FACE OFF | 1. ハレ、のち☆ドリーみんぐっ！○ 2. ファイオー・ファイト！ 3. いとおかし 4. naturally 5. sympathy melody 6. period 7. be Cute 8. Victory Sunrise | XNDD-00011 |      |

1. ↑  Lantana（北守さいか、汐入あすか）
2. ↑  あるねしうむ（増田里紅、 相良茉優）
3. ↑  Eyeslink（本郷里実、 森山由梨佳、 青山吉能）

## 地域タイアップ

### 日光市
テレビアニメの放送開始前に、水沢愛佳・彩佳姉妹の声を担当する増田里紅と相良茉優が、作品の舞台になる日光市内をめぐる「相良・増田がプラオレ!聖地巡り」と題した動画がYouTubeで公開された。
舞台となった日光市では、キャラクターが描かれた缶バッジやステッカーの付いた菓子を販売する店舗が数店あり、作中に登場するものもある。水沢愛佳・彩佳姉妹の実家として登場する旅館「志季大瀞（しきおおとろ）」は鬼怒川温泉に実在し、作中で館内の露天風呂に入浴するシーンが描かれることから、作品のファンは各地を巡礼した後、志季大瀞で入浴して帰るのが定番コースとなっている。制作に日光市が協力したことから、日光市のふるさと納税のお礼状には、プラオレのキャラクターが登場する。また、プラオレが『広報にっこう』2021年10月号の表紙を飾った。
2021年11月20日には、東武鉄道が東武日光駅など市内15か所に日光ドリームモンキーズのメンバーのパネルを設置し、北守さいかと汐入あすかによるSL大樹ふたらでの車内アナウンス、サイン会を開催するなどのコラボレーション企画を開始した。
『広報にっこう』では、本郷里実が2023年11月号から2024年4月号までの6回にわたり「さとみんの聖地巡礼」と題するコラムを連載していた。

### 釧路市
釧路市では、漫画版の『プレシーズン〜幣舞橋〜』とのコラボレーション企画として、市内の商店などへのキャラクターパネルの設置やステッカーの配布が行われている。製作総指揮の落合雅也の早稲田大学アイスホッケー部時代の先輩が釧路市にある東北海道スポーツコミッションの理事長をしていることから、理事長を中心にコラボ企画への参加が呼びかけられている。